# زیرگراف
زیرگراف به این مفهوم می‌باشد که گراف G زیرگراف H است؛ یعنی G تو شکم H جا گرفته است.
تعریف دقیق تر: گراف G زیرگراف H گوییم اگر و فقط اگر {\displaystyle E(G)\subseteq E(H),V(G)\subseteq V(H)}  می‌نویسیم {\displaystyle G\subseteq H}

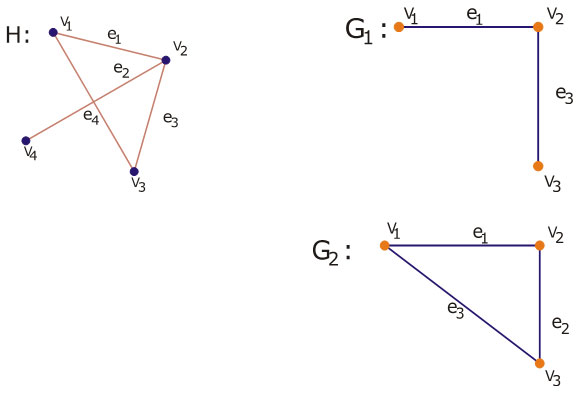
zirgraph

## زیرگراف سره
اگر {\displaystyle G\subseteq H} بوده ولی {\displaystyle G\neq H}باشد G را زیر گراف سره H می‌نامند و می‌نویسند {\displaystyle G\subseteq H}

## زیر گراف فراگیر
اگر {\displaystyle G,V(G)=V(H)G\subseteq H} را زیر گراف فراگیر H می‌نامند. (یعنی همه رئوس H در G آمده است)

## زیرگراف القایی
G را زیر گراف القایی H می‌نامند اگر :  {\displaystyle V(G)\subseteq V(H)} بوده و میان رئوس {\displaystyle v(g)} تمام یال‌های موجود بین همین رئوس در H نیز وجود داشته باشد.